# Тороторо малий
Торото́ро малий (Syma torotoro) — вид сиворакшоподібних птахів родини рибалочкових (Alcedinidae). Мешкає в Австралії, на Новій Гвінеї та на сусідніх островах.

## Опис

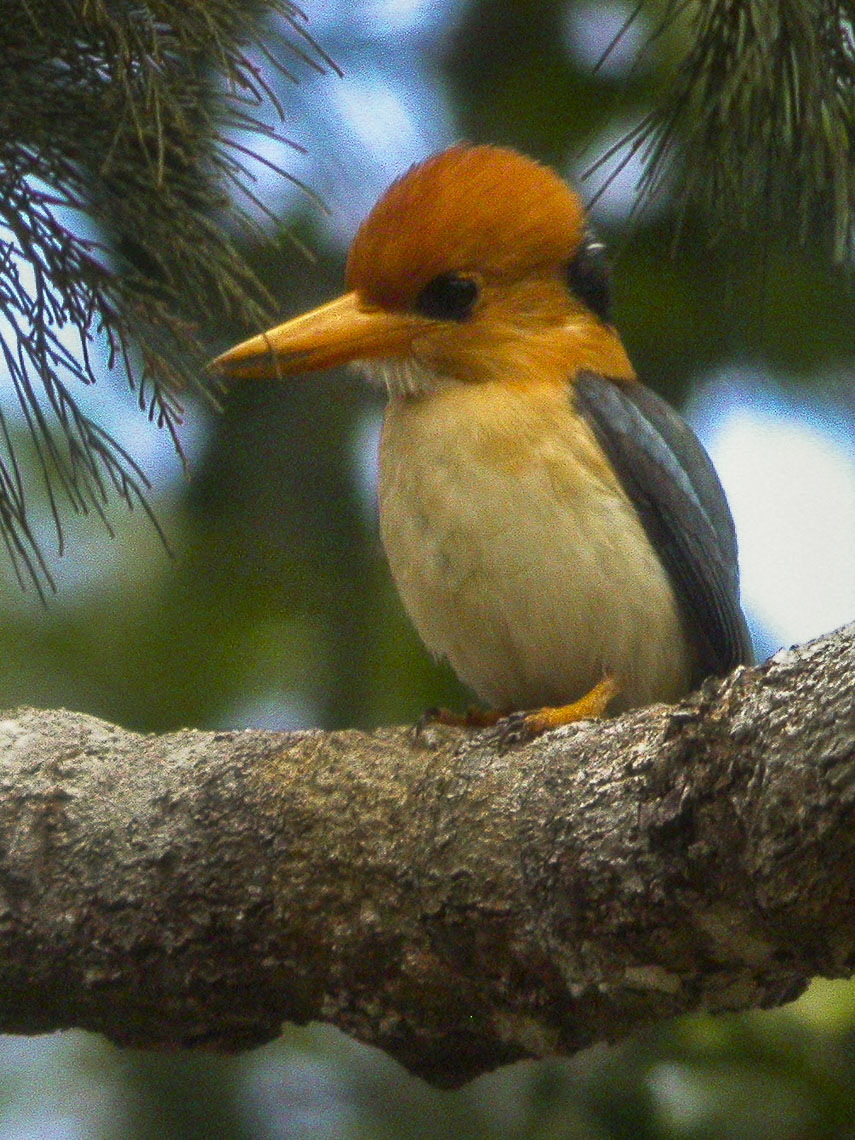
Малий тороторо

Довжина птаха становить 20 см, розмах крил 29 см, вага 30-50 г. У самців голова і шия оранжево-жовті, пір'я на тімені утверює невеликий чуб. На задній частині шиї є чорна пляма. Груди і живіт кремові, горло біле. Верхня частина спини чорнувата, решта спини оливково-зелена, надхвістя синьо-зелене, хвіст синій. Верхня частина крил тьмяно-синьо-зелена, махові пера оливково-чорні. У самиць верхня частина голови чорна. Дзьоб яскраво-жовтий, у молодих птахів темно-сірий.
Вокалізація малих тороторо складається з серії гучних, чітких і коротких трелей, що тривають 1-2 секунди і поступово стихають. Іноді трелі тривають 5-6 секунд з однаковою висотою і в кінці з меншою гучністю.

## Підвиди
Виділяють три підвиди:
- S. t. torotoro Lesson, R, 1827 — Нова Гвінея, острови Західного Папуа, острів Япен і острови Ару;
- S. t. ochracea Rothschild & Hartert, E, 1901 — острови Д'Антркасто;
- S. t. flavirostris (Gould, 1850) — півострів Кейп-Йорк.

## Поширення і екологія
Малі тороторо живуть у вологих тропічних і мангрових лісах та на каучукових плантаціях. Зустрічаються на висоті до 500 м над рівнем моря. Живляться комахами, малощетинковими червами і дрібними хребетними. Малі тороторо чатують серед рослинності, повертаючись із сторони в сторону, а коли побачать здобич, пікірують на землю та хапають її. Стостереження за малими тороторо, проведені на Новій Гвінеї, показали, що 73% їжі птахи збирають на землі, 18% — серед листя і 9% — ловлять в повітрі. Гнізда будуються парою птахів. Вони являють собою викопану камеру в гнізді деревних термітів, на висоті від 3 до 15 м над землею. Іноді малі тороторо гніздяться в дуплах. В кладці зазвичай 3-4 блискучих, білих, округлих яйця розміром 26×23 мм.